# Shūhei Kawasaki
Shūhei Kawasaki (川﨑 修平?, Kawasaki Shūhei; Kishiwada, 28 aprile 2001) è un calciatore giapponese, attaccante del Tokyo Verdy in prestito dal Portimonense.

## Carriera
Cresciuto nel settore giovanile del Gamba Osaka, ha esordito in prima squadra il 7 ottobre 2020 disputando l'incontro di J1 League vinto 1-2 contro il Sagan Tosu. Nel 2021 si è trasferito alla Portimonense, club della massima serie portoghese.

## Statistiche

### Presenze e reti nei club
Statistiche aggiornate al 19 luglio 2024.
| Stagione                | Squadra                 | Campionato              | Campionato | Campionato | Coppe nazionali | Coppe nazionali | Coppe nazionali | Coppe continentali | Coppe continentali | Coppe continentali | Altre coppe | Altre coppe | Altre coppe | Totale | Totale |
| Stagione                | Squadra                 | Comp                    | Pres       | Reti       | Comp            | Pres            | Reti            | Comp               | Pres               | Reti               | Comp        | Pres        | Reti        | Pres   | Reti   |
| ----------------------- | ----------------------- | ----------------------- | ---------- | ---------- | --------------- | --------------- | --------------- | ------------------ | ------------------ | ------------------ | ----------- | ----------- | ----------- | ------ | ------ |
| 2019                    | Gamba Osaka U-23        | J3                      | 25         | 2          | -               | -               | -               | -                  | -                  | -                  | -           | -           | -           | 25     | 2      |
| 2020                    | Gamba Osaka U-23        | J3                      | 18         | 8          | -               | -               | -               | -                  | -                  | -                  | -           | -           | -           | 18     | 8      |
| Totale Gamba Osaka U-23 | Totale Gamba Osaka U-23 | Totale Gamba Osaka U-23 | 43         | 10         |                 | -               | -               |                    | -                  | -                  |             | -           | -           | 43     | 10     |
| 2020                    | Gamba Osaka             | J1                      | 15         | 0          | CG+CdL          | 0+1             | 0               | -                  | -                  | -                  | -           | -           | -           | 16     | 0      |
| feb.-ago. 2021          | Gamba Osaka             | J1                      | 3          | 0          | CG+CdL          | 2+0             | 0               | ACL                | 3                  | 3                  | SG          | 1           | 0           | 9      | 3      |
| Totale Gamba Osaka      | Totale Gamba Osaka      | Totale Gamba Osaka      | 18         | 0          |                 | 3               | 0               |                    | 3                  | 3                  |             | 1           | 0           | 25     | 3      |
| 2021-2022               | Portimonense            | PL                      | 0          | 0          | CP+CdL          | 0               | 0               | -                  | -                  | -                  | -           | -           | -           | 0      | 0      |
| 2022-gen. 2023          | Portimonense            | PL                      | 0          | 0          | CP+CdL          | 0               | 0               | -                  | -                  | -                  | -           | -           | -           | 0      | 0      |
| 2023                    | Vissel Kōbe             | J1                      | 4          | 1          | CG+CdL          | 4+5             | 2+0             | -                  | -                  | -                  | -           | -           | -           | 13     | 3      |
| gen.-giu. 2024          | Portimonense            | PL                      | 0          | 0          | -               | -               | -               | -                  | -                  | -                  | -           | -           | -           | 0      | 0      |
| Totale Portimonense     | Totale Portimonense     | Totale Portimonense     | 0          | 0          |                 | 0               | 0               |                    | -                  | -                  |             | -           | -           | 0      | 0      |
| lug.-dic. 2024          | Valmiera                | VL                      | 0          | 0          | CL              | 0               | 0               | -                  | -                  | -                  | -           | -           | -           | 0      | 0      |
| Totale carriera         | Totale carriera         | Totale carriera         | 65         | 11         |                 | 12              | 2               |                    | 3                  | 3                  |             | 1           | 0           | 81     | 16     |

## Palmarès

### Club

#### Competizioni nazionali
- Campionato giapponese: 1

Vissel Kōbe: 2023